# Aprilia, Latina
Aprilia là một đô thị và cộng đồng (comune) ở tỉnh Latina trong vùng Lazio miền bắc nước Ý.
Đô thị Aprilia có diện tích 177,7 ki lô mét vuông, dân số thời điểm năm 31 tháng 5 năm 2005 là 63.265 người.
Đô thị Aprilia có các đơn vị dân cư (frazioni) sau: Agip, Bellavista, Buon Riposo, Caffarelli, Campo del Fico, Campo di Carne, Campoleone, Campoverde, Carano - Garibaldi, Carroceto, Casalazzara, Fossignano, Gattone, Genio Civile, Giannottola, Guardapasso, Isole, La Cogna, Montarelli, Pantanelle, Pian di Frasso, Rosatelli, Spaccasassi, Torre Bruna, Toscanini, Torre del Padiglione, Tufello, Vallelata, Valli.